# Common law
Common law and equity billighed er navnet på de retssystemer, der kendetegnes ved, at domstolene har lovgivende funktion i den forstand, at domstolene har mulighed for ikke blot at fortolke ret, men også at skabe den.

## Den retsskabende funktion
Foruden domstole har common law-retssystemmer også en lovgivende institution, der kan vedtage primær og sekundær lovgivning. Denne lovgivning anses også for at være lov, og den har lige som retspraksis en retsskabende funktion. 
Forholdet mellem lovgivning og retspraksis kan være endog meget komplekst. I nogle common law-jurisdiktioner kan lovgivning omgøre retspraksis eller sammenskrive et retsområde, der er præget af en modsætningsfyldt eller flertydig retspraksis. 
I nogle jurisdiktioner afgør retspraksis, hvorvidt forfatningen tillader den lovgivende institution at vedtage en bestemt lovgivning, eller hvilken betydning lovgivningen skal have.

## Opstået i middelalderens England
Udtrykket common law opstod i England efter den normanniske invasion på baggrund af normannisk ret, der stadig anvendes i tillempet form på De anglo-normandiske Øer (Jersey og Guernsey).
På dansk betyder det bogstavligt "almindelig ret". Grunden til udtrykket var, at dette retssystem udviklede sig til det almindelige retssystem i riget, eftersom kongens dommere gjorde sig umage med at koordinere deres adfærd. 
Ideen om præcedens udviklede sig i common law i 1300- og 1400-tallet, fordi domstolene, der var baseret på det inkvisitoriske princip, stræbte efter at basere sine afgørelser på tradition, retssædvaner og præcedens. 
Dermed mindede det tidlige common law-system ganske meget om andre retssystemer, der i stor udstrækning byggede på retssædvane og præcedens, som germansk ret.

## Baseret på sund fornuft
Retsafgørelser under common law er baseret på casuistry: sund fornuft med udgangspunkt i den konkrete sag. 
I civile sager (i modsætning til straffesager) blev common law brugt som et middel til at kompensere den ene part for den anden parts skadesvoldende handling. Disse handlinger kaldes under common law for tort, og tort kan være både forsætlig og uagtsom. 
Aftaleretten er ligeledes udviklet gennem retspraksis. Tvister gjorde det nødvendigt at forlade de inkvisatoriske processer. Og den akkusatoriske procesform opstod.

## Førende retssystem i Commonwealth
I takt med den britiske kolonisering af verden blev common law-retssystemet introduceret i de britiske kolonier. I dag har næsten alle Commonwealth-stater et common law-retssystem. (Malta er undtagelsen).

## Lande, der anvender Common law
Common law praktiseres nu om dage for det meste i Det Forenede Kongerige (England og Wales og Nordirland, men ikke i Skotland), Irland, Australien, Indien (dog ikke Goa), Pakistan, Sydafrika, Canada (dog ikke Quebec), Hong Kong og USA (dog ikke Louisiana) og mange andre steder. 
Tidligere franske kolonier som Quebec og Louisiana bruger en tillempet form for kontinentaleuropæisk ret. Det samme gælder for den tidligere portugisiske koloni Goa.
Derudover har en række lande inkorporeret common law i deres retssystemer; sådanne retssystemer kaldes for pluralistiske.

## EU-retten
I Den Europæiske Union gør EU-Domstolen brug af en pluralistisk retsopfattelse, hvor civilret (baseret på traktater) blandes med retspraksis.

## Magna Carta
Et af de mest grundlæggende dokumenter inden for common law er Magna Carta, som begrænsede den engelske konges magt og derved kom til at virke som en form for middelalderlig rettighedslov.